# Krąg Walki
Krąg Walki – cykl książek Piersa Anthony’ego opowiadający o świecie po tzw. „Wybuchu”. 

## Książki w serii
| Numer w serii | Polski tytuł | Oryginalny tytuł | Oryginalny nr ISBN  | Polski nr ISBN         | Data oryginalnego wydania | Data polskiego wydania |
| ------------- | ------------ | ---------------- | ------------------- | ---------------------- | ------------------------- | ---------------------- |
| 1             | Sos Sznur    | Sos the Rope     | ISBN 978-0571091010 | ISBN 83-7082-276-2     | 1968                      | 1994                   |
| 2             | Var Pałki    | Var the Stick    | ISBN 0-552-09736-5  | ISBN 83-7082-275-4     | 1972                      | 1994                   |
| 3             | Neq Miecz    | Neq the Sword    | ISBN 0-552-09824-8  | ISBN 978-83-7082-299-6 | 1975                      | 1995                   |